# 일본변호사연합회가 지원하는 재심 사건
일본변호사연합회가 지원하는 재심 사건(日本弁護士連合会が支援する再審事件 니혼벤고시렌고우카이가시엔스루사이신지켄[*])은 일본 변호사 연합회가 일정 기준에 의거하여 지원하는 재심 사건이다.
일본 변호사 연합회(일변연)는 기본적 인권을 현저히 침해하는 것 중 하나가 누명 사건이라 보고, 다음 기준을 충족하는 사건을 인권 침해 사건으로서 특히 지원하기로 하였다.
- 누명 사건일 가능성이 있는가
- 무죄 등을 선고할 수 있는 분명한 새로운 증거를 입수할 가능성이 있는가
- 일변연이 구제에 나서야 할 상당성, 필요성이 있는가

## 재심 청구 중인 사건
일본 변호사 연합회가 지원하는, 현재 재심 청구 중인 사건은 다음과 같다(2013년 10월 현재 사건 발생 순으로).
| 사건명                  | 사건발생일       | 재판 경과 |
| ----------------------- | ---------------- | --- |
| 나바리 독포도주 사건    | 1961년 3월 28일  | 1969년 9월 10일 나고야 고등재판소 사형 판결 1972년 6월 15일 최고재판소 상고 기각 2015년 10월 5일 피고인 오쿠니시 마사루 사망 |
| 하카마다 사건           | 1966년 6월 30일  | 1968년 9월 11일 시즈오카 지방재판소 사형 판결 1980년 11월 19일 최고재판소 상고 기각                                          |
| 카와바타 정 사건        | 1966년 12월 5일  | 1968년 12월 24일 후쿠오카 지방재판소 사형 판결 1970년 11월 12일 최고재판소 상고 기각                                         |
| 오사키 사건             | 1979년 10월 15일 | 1980년 3월 31일 가고시마 지방재판소 징역 10년 외 1981년 1월 30일 최고재판소 상고 기각                                        |
| 히노초 사건             | 1984년 12월 28일 | 1995년 6월 30일 오쓰 지방재판소 무기징역 2000년 9월 27일 최고재판소 상고 기각                                                |
| 미쓰바세 사건           | 1985년 1월 6일   | 1986년 12월 22일 구마모토 지방재판소 징역 13년 1990년 1월 26일 최고재판소 상고 기각                                          |
| 후쿠이 여중생 살인사건  | 1986년 3월 19일  | 1995년 2월 9일 나고야 고등재판소 카나자와 지부 징역 7년 1997년 11월 12일 최고재판소 상고 기각                                |
| 히가시스미요시 사건     | 1995년 7월 22일  | 1999년 3월 30일·5월 18일 오사카 지방재판소 무기징역 2006년 11월 7일·12월 11일 최고재판소 상고 기각                           |
| 히메지 우체국 강도 사건 | 2001년 6월 19일  | 2004년 1월 9일 고베 지방재판소(히메지 지부) 징역 6년 2006년 4월 19일 최고재판소 상고 기각                                    |

## 무죄가 확정된 사건
일본 변호사 연합회가 지원하는, 무죄가 확정된 사건은 다음과 같다(무죄 확정 순으로),
| 사건명                           | 사건발생일       | 재판 경과 |
| -------------------------------- | ---------------- | --- |
| 요시다 암굴왕 사건               | 1914년 8월 13일  | 1914년 7월 31일 나고야 항소원 무기징역 1963년 2월 28일 나고야 고판 무죄 판결                                                                                          |
| 히로사키 대학 교수 부인 살인사건 | 1949년 8월 6일   | 1952년 5월 31일 센다이 고등재판소 징역 15년 1977년 2월 15일 센다이 고등재판소 무죄 판결                                                                               |
| 카토 노인 사건                   | 1915년 7월 11일  | 1916년 8월 4일 히로시마 항소원 무기징역 1977년 7월 7일 히로시마 고등재판소 무죄 판결                                                                                  |
| 요네야 사건                      | 1952년 2월 25일  | 1952년 12월 5일 아오모리 지방재판소 징역 10년 1978년 7월 31일 아오모리 지방재판소 무죄 판결                                                                           |
| 滝 사건                          | 1950년 5월 20일  | 1953년 6월 13일 도쿄 지방재판소 징역 5년, 무기징역 1981년 3월 27일 도쿄 지방재판소 징역 5년 부분만 무죄 판결                                                          |
| 멘다 사건                        | 1948년 12월 29일 | 1950년 3월 23일 구마모토 지판 야쓰시로 지부 사형 판결 1983년 7월 15일 구마모토 지판 야쓰시로 지부 무죄 판결                                                           |
| 사이타 강 사건                   | 1950년 2월 28일  | 1952년 2월 20일 다카마쓰 지판 마루가메 지부 사형 판결 1984년 3월 12일 다카마쓰 지판 무죄 판결                                                                         |
| 마쓰야마 사건                    | 1955년 10월 18일 | 1957년 10월 29일 센다이 지판 후루카와 지부 사형 판결 1984년 7월 11일 센다이 지판 무죄 판결                                                                            |
| 토쿠시마 라디오상 살인사건       | 1953년 11월 5일  | 1956년 4월 18일 도쿠시마 지판 징역 13년 1985년 7월 9일 도쿠시마 지판 무죄 판결                                                                                        |
| 우메다 사건                      | 1950년 10월 10일 | 1954년 7월 7일 구시로 지판 아바시리 지부 무기징역 1986년 8월 27일 구시로 지판 무죄 판결                                                                               |
| 시마다지 사건                    | 1954년 3월 10일  | 1958년 5월 23일 시즈오카 지판 사형 판결 1989년 1월 31일 시즈오카 지판 무죄 판결                                                                                       |
| 우나이 촌 사건                   | 1946년 8월 21일  | 1948년 11월 9일 다카마쓰 고등재판소 징역 15년 1994년 3월 22일 다카마쓰 고등재판소 무죄 판결                                                                           |
| 아시카가 사건                    | 1990년 5월 12일  | 1993년 7월 7일 우쓰노미야 지판 무기징역 2010년 3월 26일 우쓰노미야 지판 무죄 판결                                                                                     |
| 후카와 사건                      | 1967년 8월 28일  | 1970년 10월 6일 미토 지판 츠지우라 지부 무기징역, 징역 2년 2011년 5월 24일 미토 지판 츠지우라 지부 무기징역 부분만 무죄 판결 (여죄에 대해 징역 2년 집행유예 3년 선고) |
| 도쿄전력 OL 살인사건             | 1997년 3월 19일  | 2000년 4월 14일 도쿄 지방재판소 무죄 판결 2000년 12월 22일 도쿄 고등재판소 무기징역 2003년 10월 20일 최고재판소 무기징역 2012년 11월 7일 도쿄 고등재판소 무죄 판결    |